# Stephen Chbosky
Stephen Chbosky (25 de janeiro de 1970, Pittsburgh) é um escritor, roteirista e diretor de cinema norte-americano que ficou conhecido pelo livro The Perks of Being a Wallflower (As Vantagens de Ser Invisível) de 1999. Seu segundo livro, Imaginary Friend, entrou no Top 10 de mais vendidos do The New York Times. Ele também escreveu o roteiro do filme Rent de 2005 e foi co-criador, produtor executivo e roteirista da série de TV da CBS Jericho, que foi ao ar em 2006.

## Livros
- The Perks of Being a Wallflower (1999) As Vantagens de Ser Invisível no Brasil: (Rocco, 2007) em Portugal: (Lua de Papel, 2018)
- Imaginary Friend (2019) Amigo imaginário no Brasil: (Record, 2020) em Portugal: (Edições Asa, 2019)

## Adaptação
- As Vantagens de Ser Invisível (2012) Filme baseado em livro de mesmo nome.